# Norma Barbolini
Norma Barbolini, née en 3 mars 1922 à Sassuolo et morte le 14 avril 1993 à Modène, est une partisane italienne qui fut active dans la Résistance en Émilie.

## Biographie
Elle a fréquenté l'école primaire de Sassuolo et, à la mort de son père, pour des raisons économiques, a commencé à travailler comme céramiste. En octobre 1941, elle se joint à une grève à l'usine où elle est employée (Céramique Marazzi) pour protester contre les rations alimentaires jugées insuffisantes, ce qui entraîne son licenciement.
Lorsque, 7 novembre 1943, son frère Giuseppe Barbolini entre dans la Résistance dans les montagnes avec d'autres partisans, elle le suit et participe, d'abord comme coursière puis comme partisane combattante. En 1944, lors d'un affrontement avec les nazis et fascistes à Cerré Sologno, Giuseppe Barbolini est blessé et elle le remplace à la tête de la 1re Division partisane Ciro Menotti (connue sous le nom de Brigade Barbolini), menant la bataille à son terme avec succès,. Une prime de 400 000 lires était placée sur la tête de son frère et la sienne.
Après la guerre, elle retourne à son travail à l'usine. Pour son engagement dans la Résistance, elle reçoit le grade de capitaine de l'armée italienne ainsi que la médaille d'argent de la vaillance militaire. En 1946 elle devient conseillère de la commune de Sassuolo. Elle fut membre du Parti communiste italien.
Après avoir déménagé à Modène, elle fait partie du comité provincial de l'ANPI, participe activement à l'Union des femmes en Italie et devient responsable du syndicat provincial et national des céramistes, affilié à la CGIL.
Une interview de Norma Barbolini est disponible dans le film documentaire La donna nella Resistenza de Liliana Cavani de 1965,.

## Honneurs

### Récompense
Médaille d'argent de la vaillance militaire.

### Hommages
Un parc à Sassuolo porte son nom.

## Publication
- Norma Barbolini, Donne montanare. Racconti di antifascismo e Resistenza, Modène, Éd. Cooptip, 1985.